# Euro-Tour

Logo der Euro-Tour

Die Euro-Tour ist eine Serie von Poolbillardturnieren in Europa. Ausgerichtet werden die Turniere von der European Pocket Billiard Federation (EPBF) und dem Promoter International Billiard Promotions (IBP). Partner sind unter anderem der Poolbillardweltverband World Pool-Billiard Association (WPA), Billardtuchhersteller Iwan Simonis und die Aramith-Billardkugeln der Firma Saluc.

## Geschichte und Regeln
Seit 1992 finden jährlich solche Turniere in verschiedenen Ländern Europas statt. Normalerweise werden pro Jahr fünf bis zehn Turniere veranstaltet. Ausnahme war das Jahr 1997, als kein einziges reguläres Turnier stattfand. Zwischen 1999 und 2001 wurden zudem insgesamt sechs Turniere für Rollstuhlfahrer organisiert; die Austragung wurde danach jedoch eingestellt. Ebenso gab es zwischen 2004 und 2005 drei reine Damenturniere. Mitunter erreichen Damen aber auch vordere Plätze im – von Männern dominierten – Teilnehmerfeld. So schaffte es Jasmin Ouschan beispielsweise 2007 in Rankweil bis ins Achtelfinale.
Auch nicht-europäische Spieler dürfen an den Turnieren teilnehmen (im Gegensatz zur Poolbillard-Europameisterschaft) – bisher gab es sogar vier nicht-europäische Sieger mit Francisco Bustamante (Philippinen), Ismael Páez (Mexiko), Johnny Archer und Shane van Boening (beide USA). Der Anteil an nicht-europäischen Spielern ist allerdings normalerweise eher gering.
Der Turniersieger erhält derzeit ein Preisgeld von 3.500 €; das gesamte ausgeschüttete Preisgeld pro Turnier beträgt derzeit 34.000 €. Über die Euro-Tour kann man sich für andere Turniere, wie beispielsweise die Weltmeisterschaften, das World Pool Masters oder den Mosconi Cup qualifizieren.
In der Regel wird auf der Euro-Tour die Poolbillarddisziplin 9-Ball gespielt. 1997 wurde einmalig ein 8-Ball-Turnier in Valencia ausgetragen. Sieger war der Deutsche Thomas Engert. Für 2009 wurde die Einführung der Disziplin 10-Ball auf einigen Turnieren beschlossen (erstmals fand das bei den German Open in Sindelfingen Anwendung). Anschließend wurde bis 2013 etwa gleichhäufig 9-Ball und 10-Ball gespielt. Die Treviso Open 2013 waren das elfte und letzte 10-Ball-Turnier. Seit 2014 werden alle Turniere im 9-Ball ausgetragen.

## Turnierstatistik
Spieler aus 23 verschiedenen Staaten konnten bereits ein Euro-Tour Turnier gewinnen. Rekordsieger sind Ralf Souquet und Oliver Ortmann aus Deutschland, die bisher 23 beziehungsweise 14 Turniere gewinnen konnten. In der folgenden Tabelle sind die erfolgreichsten Spieler, der 166 bisher gespielten Haupt-Euro-Tour-Events, aufgeführt.
| Platz | Spieler           | Gold | Silber | 1  |
| ----- | ----------------- | ---- | ------ | -- |
| 1     | Ralf Souquet      | 23   | 11     | 16 |
| 2     | Oliver Ortmann    | 14   | 8      | 13 |
| 3     | Niels Feijen      | 10   | 7      | 20 |
| 4     | Nick van den Berg | 10   | 5      | 6  |
| 5     | Thomas Engert     | 9    | 10     | 11 |
| 6     | Mark Gray         | 6    | 1      | 7  |
| 7     | Tom Storm         | 5    | 3      | 6  |
| 8     | Mario He          | 5    | 3      | 5  |
| 9     | Marcus Chamat     | 4    | 5      | 7  |
| 10    | Daryl Peach       | 4    | 1      | 4  |
| 11    | Mika Immonen      | 3    | 4      | 7  |
| 11    | Alex Lely         | 3    | 4      | 7  |
| 13    | Mateusz Śniegocki | 3    | 2      | 7  |